# Brigitte Mabandla
Brigitte Mabandla, née le 23 novembre 1948, est une femme politique sud-africaine, membre de l'ANC, ministre du Logement en 2003-2004, puis ministre de la Justice du 29 avril 2004 au 25 septembre 2008 et enfin ministre des Entreprises publiques du 25 septembre 2008 au 10 mai 2009.

## Biographie
Brigitte Mabandla est née le 23 novembre 1948, année où le Parti national arrive au pouvoir et impose sa doctrine d'apartheid.
Après avoir travaillé pour l'Institut des relations raciales à Durban, elle quitte l'Afrique du Sud au milieu des années 1970 pour la Zambie où elle poursuit des études. Elle est diplômée de l'université de Zambie en 1979. De 1981 à 1983, Brigitte Mabandla enseigne l'anglais et le droit à l'école polytechnique du Botswana. De 1983 à 1986, elle enseigne le droit commercial à l'Institut de l'administration et du commerce du Botswana. 
De 1986 à 1990, elle est conseiller juridique au sein du département des affaires constitutionnelles et juridiques du Congrès national africain (ANC) en exil. Elle se spécialise alors dans le droit de l'enfance, les droits de l'homme et le droit constitutionnel. 
Après la levée de l'interdiction de l'ANC en 1990, Brigitte Mabandla revient en Afrique du Sud et participe au sein de la délégation de l'ANC aux négociations constitutionnelles avec le gouvernement de Frederik de Klerk. Elle est cofondatrice de la commission des droits de l'enfance. 
Du 18 avril 1995 au 25 février 2003, elle est vice-ministre des Arts, de la Culture, des Sciences et de la Technologie dans les gouvernements de Nelson Mandela et Thabo Mbeki. Du 26 février 2003 au 28 avril 2004, elle est ministre du Logement. Le 29 avril 2004, Brigitte Mabandla est promue ministre de la Justice. En 2008, elle devient ministre des Entreprises publiques, jusqu'à la création du gouvernement Zuma, le 10 mai 2009.